# 966 Muschi
966 Muschi è un asteroide della fascia principale del diametro medio di circa 23,43 km. Scoperto nel 1921, presenta un'orbita caratterizzata da un semiasse maggiore pari a 2,7209291 UA e da un'eccentricità di 0,1277881, inclinata di 14,39248° rispetto all'eclittica.
Il suo nome è in onore della moglie dello scopritore, di cui "Muschi" era il soprannome.